# Orto-litowanie
Orto-litowanie – reakcja chemiczna, jedna z odmian substytucji elektrofilowej w pierścieniu aromatycznym, która zachodzi poprzez związek litoorganiczny i charakteryzuje się selektywnym powstawaniem izomeru orto. W wielu publikacjach proces ten nazywany jest także bezpośrednią-orto metalacją.
Do zajścia reakcji konieczna jest obecność grupy funkcyjnej, połączonej z pierścieniem, kierującej atom litu w pozycję orto. Przykładami takich podstawników są grupa metoksylowa, trzeciorzędowa grupa aminowa, grupa amidowa, grupa karbaminianowa oraz atomy fluorowców.

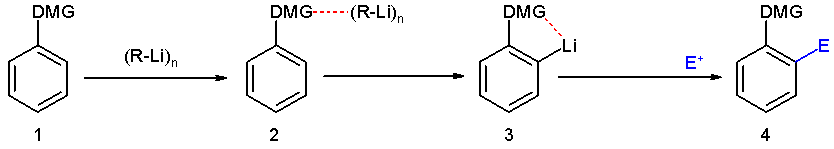
Schemat orto-litowania w układzie aromatycznym

Układ aromatyczny zawierający grupę kierującą o charakterze zasady Lewisa w pozycję orto oddziałuje z alkilolitem takim jak butylolit, będącym silnym kwasem Lewisa. W efektem powstaje addukt 2. Silna zasadowość alkilolitu prowadzi do deprotonacji pierścienia w pozycji orto, na skutek czego powstaje związek litoorganiczny 3 z którym mogą reagować różne związki o charakterze elektrofilowym, które w czasie reakcji wypierają atom litu z pierścienia.
Reakcja ta została wynaleziona niezależnie przez dwóch badaczy: Henry’ego Gilmana oraz George’a Wittiga w latach 40. XX wieku.

## Zastosowania
Główną zaletą reakcji jest jej wysoka regioselektywność, w odróżnieniu od większości innych reakcji substytucji w pierścieniu aromatycznym prowadzi ona do powstania produktów podstawionych jedynie w pozycji orto. Przy wielu innych typach substytucji podstawniki aktywujące pierścień aromatyczny kierują podstawiane grupy także w pozycję para, co znacząco obniża wydajność tego etapu syntezy.

Spektrum grup funkcyjnych możliwych do wprowadzenia za pomocą reakcji orto-litowania